# Пелекас
Пелекас или Левкос (на гръцки: Πέλεκας или Λεύκος) е река в Егейска Македония, Гърция.

## Описание
Реката извира от планината Фламбуро (Пиерия), южно под връх Салтапида (1932 m) под името Сфина и тече най-общо на североизток. Минава южно от село Елатохори (Скутерна) и в местността Банга завива на югоизток. Югоизточно от Лагорахи приема големия си десен приток Потамия. Завива на североизток, приема големия си ляв приток Вериядромос източно от Лагорахи и завива на изток. Минава южно от Аронас и Нео Керамиди и приема големия си ляв приток Пацяри. Завива на югоизток, минава югозападно покрай Катерини и се влива в Мавронери като ляв приток северно от Неа Ефесос (Ступи).

## Водосборен басейн
→ ляв приток, ← десен приток
- ← Потамия
- → Вериядромос (Месопотамо, Петровриси)

- → Миламо (Палиоприоно)
- → Буря

- → Милолакас
- → Грива (Палиомилос)
- → Горталакас
- → Патула
- → Ринолакас
- → Пацяри (Траганос)

- → Таривинга (Палиомохерона)